# Liga Uruguaya de Ascenso 2019
La Liga Uruguaya de Ascenso 2019, popularmente conocida como El Metro, y organizada por la FUBB, reúne a los equipos disputantes de la Segunda División del básquetbol uruguayo. La competición comenzó en junio de 2019, y finalizó en el mes de septiembre del mismo año.
Esta edición de la Liga Uruguaya de Ascenso estuvo salpicada por una denuncia de arreglo de partidos, que involucró una acusación institucional de Unión Atlética hacia un jugador del plantel de Peñarol.

## Ascensos y descensos
| Club                       | Descendido por                          |
| -------------------------- | --------------------------------------- |
| Club Atlético Welcome      | 12° Liga Uruguaya de Básquetbol 2017-18 |
| Verdirrojo Basketball Club | 13° Liga Uruguaya de Básquetbol 2017-18 |

| Club                  | Ascendido por                  |
| --------------------- | ------------------------------ |
| Club Atlético Peñarol | Campeón del DTA 2018           |
| Danubio Fútbol Club   | Ganador Play-Offs del DTA 2018 |

| Club                   | Ascendido por                          |
| ---------------------- | -------------------------------------- |
| Club Atlético Bohemios | Campeón del Metro 2018                 |
| Club Sportivo Capitol  | 1er ganador de Playoffs del Metro 2018 |

| Club                                          | Descendido por     |
| --------------------------------------------- | ------------------ |
| Institución Deportiva y Social Olivol Mundial | 13° del Metro 2018 |
| Auriblanco Basketball Club                    | 14° del Metro 2018 |

## Equipos participantes

### Temporada 2019
Notas:  La columna "estadio" refleja el estadio dónde el equipo más veces oficia de local en sus partidos, pero no indica que el equipo en cuestión sea propietario del mismo.
| Club           | Departamento | Estadio                        | Capacidad | Fundación                | Indumentaria         | 2018     |
| 25 de Agosto   | Montevideo   | 25 de Agosto                   | 350       | 25 de agosto de 1948     |                      |          |
| Colón          | Montevideo   | Colón                          | 1.000     | 12 de marzo de 1907      | Matgeor              |          |
| Cordón         | Montevideo   | Estadio Julio C. Zito Borrallo | 710       | 8 de mayo de 1944        | Cema                 |          |
| 'Danubio'      | Montevideo   | Estadio Romeo Schinca          | 900       | 1 de marzo de 1932       |                      | 2° (DTA) |
| Lagomar        | Canelones    | Lagomar                        | 170       | 20 de mayo de 1956       | Borac                |          |
| Larrañaga      | Montevideo   | Aguada                         | 3.738     | 1 de junio de 1939       | Pódium               |          |
| Larre Borges   | Montevideo   | Estadio Romeo Schinca          | 900       | 17 de julio de 1927      | Matgeor              |          |
| Miramar        | Montevideo   | Miramar                        | 200       | 29 de enero de 1953      | Borac                |          |
| 'Peñarol'      | Montevideo   | Palacio Contador Gastón Guelfi | 4.700     | 28 de septiembre de 1891 | Montevideo Uniformes | 1° (DTA) |
| Stockolmo      | Montevideo   | Gimnasio Héctor Domínguez      | 700       | 25 de julio de 1919      | -                    |          |
| Tabaré         | Montevideo   | Tabaré                         | 1.100     | 9 de julio de 1931       |                      |          |
| Unión Atlética | Montevideo   | Unión Atlética                 | 700       | 29 de julio de 1921      |                      | °        |
| 'Verdirrojo'   | Montevideo   | Estadio Verdirrojo             | 350       | 6 de diciembre de 1948   | Xoba                 |          |
| 'Welcome'      | Montevideo   | Estadio Óscar Magurno          | 800       | 13 de octubre de 1926    |                      |          |

## Desarrollo

### Temporada regular
Se jugará un Clasificatorio a una rueda todos contra todos. Al cierre de esta rueda, el torneo se dividirá en 2 partes.
Los primeros 8 equipos disputarán la Ronda Campeonato, la cual se jugará a una rueda y le dará el ascenso directo al equipo que termine en la primera posición y, los restantes 7 equipos, sumados al primero de la Ronda Reclasificación, disputarán Playoffs por el segundo ascenso.
La Ronda Reclasificación la disputarán los últimos 6 equipos del Clasificatorio, donde el equipo que termine primero disputará Playoffs por el ascenso, mientras que el que termine último descenderá a la DTA y los restantes 4 equipos disputarán Playout por el segundo descenso.

## Tabla de Resultados primera fase
| Local\Visitante | 25    | COL   | COR   | DAN   | LAG    | LAR   | MIR   | PEÑ     | STO   | TAB    | UA      | VER   | WEL    |
| --------------- | ----- | ----- | ----- | ----- | ------ | ----- | ----- | ------- | ----- | ------ | ------- | ----- | ------ |
| 25 de Agosto    |       |       |       | 82-83 |        | 83-92 | 93-78 |         | 94-84 |        |         | 85-70 | 86-81  |
| Colon           | 80-83 |       |       | 72-68 |        | 76-84 | 61-72 |         | 65-62 |        |         | 95-82 |        |
| Cordon          | 74-63 | 73-74 |       | 61-58 |        |       | 67-65 |         | 83-89 |        |         | 75-61 |        |
| Danubio         |       |       |       |       | 96-77  | 76-77 | 64-73 |         | 76-93 |        |         | 81-80 | 74-65  |
| Lagomar         | 80-81 | 71-74 | 70-94 |       |        |       |       | 80-86   |       | 93-81  | 78-80   |       |        |
| Larre Borges    |       |       | 67-75 |       | 93-75  |       |       | 110-101 |       | 76-80  | 68-71   |       | 83-55  |
| Miramar         |       |       |       |       | 77-73  | 82-71 |       |         | 81-60 | 72-67  |         | 85-58 | 102-81 |
| Peñarol         | 83-61 | 81-76 | 72-69 | 91-68 |        |       | 84-73 |         | 90-68 |        |         |       |        |
| Stokolmo        |       |       |       |       | 87-74  | 72-73 |       |         |       | 79-71  | 67-78   | 95-83 | 82-87  |
| Tabare          | 77-96 | 91-76 | 70-79 | 90-78 |        |       |       | 90-98   |       |        | 71-83*  |       |        |
| Unión Atlética  | 76-67 | 95-75 | 66-70 | 72-71 |        |       | 78-82 | 93-87   |       |        |         |       |        |
| Verdirrojo      |       |       |       |       | 86-100 | 75-73 |       | 62-81   |       | 77-71  | 68-74** |       | 70-58  |
| Welcome         |       | 66-61 | 65-80 |       | 83-77  |       |       | 60-66   |       | 75-103 | 87-73   |       |        |

Tabaré ganó por inclusión de jugador suspendido en Unión Atlética. *
Unión Atlética gana partido vs Verdirrojo por partido suspendido por agresión de hincha a árbitro. **
Verdirrojo es sancionado con la quita de 2 pts por agresión de hincha a árbitro. 

### Clasificatorio
| 1                                         | 'Peñarol'             | 12 | 10 | 2  | 1020 | 908  | +112 | 22 | Ronda por el título |
| 2                                         | 'Miramar' (Campeón)   | 12 | 9  | 3  | 952  | 867  | +85  | 21 | Ronda por el título |
| 3                                         | 'Cordón'              | 12 | 9  | 3  | 900  | 830  | +70  | 21 | Ronda por el título |
| 4                                         | 'Unión Atlética'      | 12 | 8  | 4  | 937  | 891  | +46  | 20 | Ronda por el título |
| 5                                         | 'Larre Borges'        | 12 | 7  | 5  | 967  | 921  | +46  | 19 | Ronda por el título |
| 6                                         | '25 de Agosto'        | 12 | 7  | 5  | 974  | 958  | +16  | 19 | Ronda por el título |
| 7                                         | Tabaré                | 12 | 5  | 7  | 962  | 979  | -17  | 17 | Ronda por el título |
| 8                                         | Colón                 | 12 | 5  | 7  | 885  | 930  | -45  | 17 | Ronda por el título |
| 9                                         | 'Danubio'             | 12 | 4  | 8  | 893  | 933  | -40  | 16 | Reclasificación     |
| 10                                        | 'Welcome'(Descendido) | 12 | 4  | 8  | 862  | 957  | -94  | 16 | Reclasificación     |
| 11                                        | Stockolmo             | 12 | 5  | 7  | 938  | 1015 | -77  | 15 | Reclasificación     |
| 12                                        | 'Lagomar'             | 12 | 2  | 10 | 948  | 1018 | -70  | 14 | Reclasificación     |
| 13                                        | Verdirrojo            | 12 | 4  | 8  | 872  | 970  | -98  | 13 | Reclasificación     |
| Última actualización: 30 de julio de 2019 |                       |    |    |    |      |      |      |    |                     |

El tribunal de penas de la FUBB sancionó a Stockolmo con la quita de 2 pts.

### Desempate
| Equipo 1 | Serie | Equipo 2  | 1º Juego   |
| -------- | ----- | --------- | ---------- |
| Colón    | 0–0   | Stockolmo | no se jugó |

## Tabla de Resultados segunda fase
| Local\Visitante | 25    | COL   | COR   | DAN   | LAG    | LAR   | MIR   | PEÑ   | STO    | TAB   | UA     | VER   | WEL    |
| --------------- | ----- | ----- | ----- | ----- | ------ | ----- | ----- | ----- | ------ | ----- | ------ | ----- | ------ |
| 25 de Agosto    |       |       |       |       |        |       | 80-82 | 61-74 |        | 93-85 | 76-66  |       |        |
| Colon           | 89-90 |       |       |       |        |       | 90-97 |       |        |       | 86-100 |       |        |
| Cordon          | 93-54 | 91-80 |       |       |        |       | 73-59 |       |        |       | 85-72  |       |        |
| Danubio         |       |       |       |       | 97-102 |       |       |       |        |       |        |       | 87-68  |
| Lagomar         |       |       |       |       |        |       |       |       | 100-99 |       |        | 73-72 |        |
| Larre Borges    | 94-71 | 85-80 | 73-61 |       |        |       |       | 73-72 |        |       |        |       |        |
| Miramar         |       |       |       |       |        | 79-69 |       | 82-89 |        | 95-72 |        |       |        |
| Peñarol         |       | 92-66 | 67-78 |       |        |       |       |       |        |       | 73-78  |       |        |
| Stokolmo        |       |       |       | 68-82 |        |       |       |       |        |       |        |       | 102-66 |
| Tabare          |       | 96-89 | 84-79 |       |        | 66-84 |       | 76-64 |        |       |        |       |        |
| Unión Atlética  |       |       |       |       |        | 77-85 |       | 69-78 |        | 92-69 |        |       |        |
| Verdirrojo      |       |       |       | 82-99 |        |       |       |       | 88-95  |       |        |       |        |
| Welcome         |       |       |       |       | 58-68  |       |       |       |        |       |        | 73-63 |        |

### Liguilla
| 1                                             | 'Miramar' Campeón | 7 | 14 | 5  | 33 |
| 2                                             | Cordón            | 7 | 14 | 5  | 33 |
| 3                                             | Peñarol           | 7 | 13 | 6  | 31 |
| 4                                             | Larre Borges      | 7 | 13 | 6  | 32 |
| 5                                             | Unión Atlética    | 7 | 11 | 8  | 30 |
| 6                                             | Tabaré            | 7 | 8  | 11 | 27 |
| 7                                             | 25 de Agosto      | 7 | 10 | 9  | 24 |
| 8                                             | Colón             | 7 | 5  | 14 | 24 |
| Última actualización: 4 de septiembre de 2019 |                   |   |    |    |    |

El equipo de Peñarol tiene sanción de 1 pt.
Al equipo de 25 de Agosto se le aplicó una sanción de 5 pts por incidentes.

### Desempate para Campeonato
| Equipo 1 | Serie | Equipo 2 | 30 de agosto | 2 de septiembre |
| -------- | ----- | -------- | ------------ | --------------- |
| Cordón   | 0–2   | Miramar  | 47 - 65      | 64 - 71         |

## Play-offs Ascenso
Los Equipos mejor posicionados en la tabla comienzan 1-0, salvo la final que empiezan en igualdad de condiciones.
|  | 6 - 7 de septiembre | 6 - 7 de septiembre | 6 - 7 de septiembre |                |   | 10 - 12 - 13 - 16 - 17 de septiembre | 10 - 12 - 13 - 16 - 17 de septiembre | 10 - 12 - 13 - 16 - 17 de septiembre |  |   | 23 - 26 - 30 de septiembre | 23 - 26 - 30 de septiembre | 23 - 26 - 30 de septiembre |  |
|  |                     |                     |                     |                |   |                                      |                                      |                                      |  |   |                            |                            |                            |  |
|  |                     |                     |                     |                |   |                                      |                                      |                                      |  |   |                            |                            |                            |  |
|  | 1                   | 'Cordón'            | 2                   |                |   |                                      |                                      |                                      |  |   |                            |                            |                            |  |
|  | 1                   | 'Cordón'            | 2                   |                |   |                                      |                                      |                                      |  |   |                            |                            |                            |  |
|  | 8                   | Danubio             | 0                   |                |   |                                      |                                      |                                      |  |   |                            |                            |                            |  |
|  | 8                   | Danubio             | 0                   |                | 1 | 'Cordón'                             | 2                                    |                                      |  |   |                            |                            |                            |  |
|  |                     |                     |                     |                | 1 | 'Cordón'                             | 2                                    |                                      |  |   |                            |                            |                            |  |
|  |                     |                     | 5                   | Unión Atlética | 1 |                                      |                                      |                                      |  |   |                            |                            |                            |  |
|  | 4                   | 'Unión Atlética'    | 5                   | Unión Atlética | 1 | 2                                    |                                      |                                      |  |   |                            |                            |                            |  |
|  | 4                   | 'Unión Atlética'    |                     |                |   |                                      |                                      |                                      |  |   |                            |                            |                            |  |
|  | 5                   | Tabaré              | 0                   |                |   |                                      |                                      |                                      |  |   |                            |                            |                            |  |
|  | 5                   | Tabaré              | 0                   |                |   |                                      |                                      |                                      |  | 1 | Cordón                     | 1                          |                            |  |
|  |                     |                     |                     |                |   |                                      |                                      |                                      |  | 1 | Cordón                     | 1                          |                            |  |
|  |                     |                     | 3                   | 'Peñarol'      | 2 |                                      |                                      |                                      |  |   |                            |                            |                            |  |
|  | 3                   | 'Peñarol'           | 3                   | 'Peñarol'      | 2 | 2                                    |                                      |                                      |  |   |                            |                            |                            |  |
|  | 3                   | 'Peñarol'           |                     |                |   |                                      |                                      |                                      |  |   |                            |                            |                            |  |
|  | 6                   | 25 de Agosto        | 0                   |                |   |                                      |                                      |                                      |  |   |                            |                            |                            |  |
|  | 6                   | 25 de Agosto        | 0                   |                | 3 | 'Peñarol'                            | 2                                    |                                      |  |   |                            |                            |                            |  |
|  |                     |                     |                     |                | 3 | 'Peñarol'                            | 2                                    |                                      |  |   |                            |                            |                            |  |
|  |                     |                     | 7                   | Colón          | 0 |                                      |                                      |                                      |  |   |                            |                            |                            |  |
|  | 2                   | Larre Borges        | 7                   | Colón          | 0 | 1                                    |                                      |                                      |  |   |                            |                            |                            |  |
|  | 2                   | Larre Borges        |                     |                |   |                                      |                                      |                                      |  |   |                            |                            |                            |  |
|  | 7                   | 'Colón'             | 2                   |                |   |                                      |                                      |                                      |  |   |                            |                            |                            |  |
|  | 7                   | 'Colón'             | 2                   |                |   |                                      |                                      |                                      |  |   |                            |                            |                            |  |
|  |                     |                     |                     |                |   |                                      |                                      |                                      |  |   |                            |                            |                            |  |

### Cuartos de final
| Equipo 1     | Serie | Equipo 2         | 1º Juego | 2º Juego |
| ------------ | ----- | ---------------- | -------- | -------- |
| Danubio      | 0–2   | 'Cordón'         | 82 - 91  | -        |
| Tabaré       | 0–2   | 'Unión Atlética' | 56 - 73  | -        |
| 25 de Agosto | 0–2   | 'Peñarol'        | 59 - 85  | -        |
| 'Colón'      | 2–1   | Larre Borges     | 111 - 83 | 94 - 92  |

### Semifinales
| Equipo 1  | Serie | Equipo 2       | 1º Juego | 2º Juego  | 3º Juego |
| --------- | ----- | -------------- | -------- | --------- | -------- |
| 'Cordón'  | 2 – 1 | Unión Atlética | 81 - 68  | 112 - 120 | 65 - 46  |
| 'Peñarol' | 2 – 0 | Colón          | 70 - 67  | 66 - 65   | -        |

### Finales
| Equipo 1 | Serie | Equipo 2  | 1º Juego | 2º Juego | 3º Juego |
| -------- | ----- | --------- | -------- | -------- | -------- |
| Cordón   | 1 – 2 | 'Peñarol' | 64 - 72  | 60 - 58  | 54 - 61  |

### Reclasificatorio
| 1                                          | 'Danubio' Play Off | 4 | 7 | 9  | 365 | 320 | +45 | 23 |
| 2                                          | Lagomar            | 4 | 6 | 10 | 343 | 326 | +17 | 22 |
| 3                                          | Stockolmo          | 4 | 7 | 9  | 364 | 336 | +28 | 21 |
| 4                                          | Welcome (Descenso) | 4 | 5 | 11 | 265 | 320 | -55 | 21 |
| 5                                          | Verdirrojo         | 4 | 3 | 13 | 305 | 340 | -35 | 17 |
| Última actualización: 27 de agosto de 2019 |                    |   |   |    |     |     |     |    |

Los equipos de Verdirrojo y Stockolmo tienen sanción de 2 pts.

## Play-outs Permanencia

### Semifinales
| Equipo 1    | Serie | Equipo 2   | 1º Juego | 2º Juego |
| ----------- | ----- | ---------- | -------- | -------- |
| 'Lagomar'   | 2 – 0 | Verdirrojo | 87 - 57  | 73 - 60  |
| 'Stockolmo' | 2 – 0 | Welcome    | 102 - 78 | 86 - 61  |

### Finales Permanencia
| Equipo 1 | Serie | Equipo 2   | 1º Juego      | 2º Juego | 3º Juego |
| -------- | ----- | ---------- | ------------- | -------- | -------- |
| Welcome  | –     | Verdirrojo | 26 - 41 susp. | -        | -        |

|  | 31 de agosto - 3 de septiembre | 31 de agosto - 3 de septiembre | 31 de agosto - 3 de septiembre |              |         | 9 de septiembre | 9 de septiembre | 9 de septiembre |  |
|  |                                |                                |                                |              |         |                 |                 |                 |  |
|  |                                |                                |                                |              |         |                 |                 |                 |  |
|  | 1                              | 'Lagomar'                      | 2                              |              |         |                 |                 |                 |  |
|  | 1                              | 'Lagomar'                      | 2                              |              |         |                 |                 |                 |  |
|  | 4                              | Verdirrojo                     | 0                              |              |         |                 |                 |                 |  |
|  | 4                              | Verdirrojo                     | 0                              |              | 3       | Welcome         | 0               |                 |  |
|  |                                |                                |                                |              | 3       | Welcome         | 0               |                 |  |
|  |                                |                                | 4                              | 'Verdirrojo' | Ganador |                 |                 |                 |  |
|  | 2                              | 'Stockolmo'                    | 4                              | 'Verdirrojo' | Ganador | 2               |                 |                 |  |
|  | 2                              | 'Stockolmo'                    |                                |              |         | 2               |                 |                 |  |
|  | 3                              | Welcome                        | 0                              |              |         |                 |                 |                 |  |
|  | 3                              | Welcome                        | 0                              |              |         |                 |                 |                 |  |
|  |                                |                                |                                |              |         |                 |                 |                 |  |

Se decreta ganador al equipo de Verdirrojo a causa de los incidentes por parte de la parcialidad de Welcome, lo cual deriva en que el equipo pierda la serie y por ende sea descendido a la Divisional Tercera de Ascenso.

### Campeón
| Campeón de la Liga Uruguaya de Ascenso 2019 |
| ------------------------------------------- |
| 'Miramar' 2° Título de El Metro             |